# Pertica
La pertica désigne soit une ancienne unité de mesure romaine de longueur équivalente à dix pieds romains (decempeda) ou à deux double-pas, soit une ancienne unité agraire de superficie. Dans cette dernière acception, il s'agit alors d'un raccourci désignant la pertica quadrata. Ces termes correspondent aux anciennes unités de mesure françaises appelées perche et perche carrée.
Durant l'Antiquité tardive et au haut Moyen Âge, la pertica désigne aussi l'étendue du territoire rural d'une civitas. En Italie, elle servit de mesure agraire légale dans la plupart des régions jusqu'à la fin du XIXe siècle, avec cependant des valeurs différentes d'une région à une autre.

## Valeurs des mesures

### Longueurs
La pertica romaine de l'Antiquité mesurait environ à 2,964 mètres.
La pertica italienne est une unité de mesure traditionnelle n'appartenant pas au système métrique, parfois encore utilisée de façon informelle[réf. souhaitée] :
- elle est composée de douze pieds à Turin ;
- elle est composée de dix pieds, comme à l'époque antique, à Bologne et à Ferrare ;
- elle est composée de six pieds dans la Vénétie et à Brescia où elle est appelée aussi cavezzo.

Près de Milan, où l'on préfère de nommer cette mesure gettata (« jetée »), peut-être pour éviter toute confusion avec l'unité de superficie. La gettata est aussi divisée en douze pieds, soit deux trabucchi de six pieds chacun.
- Une perche turinoise : 6,165 192 mètres (12 × 513,766 0 mm) (Martini, p. 783).
- Une perche ferraraise : 4,038 544 mètres (10 × 403,854 4 mm) (Martini, p. 205).
- Une perche bolonaise : 3,800 983 mètres (10 × 380,098 3 mm)(Martini, p. 92).
- Une perche modénaise : 3,138 290 mètres (6 × 523,048 3 mm) (Martini, p. 370).
- Une perche bresciane : 2,852 803 mètres (6 × 475,467 2 mm) (Martini, p. 101).
- Une perche véronaise : 2,057 489 mètres (6 × 342,914 8 mm) (Martini, p. 822).

À partir d'une certaine époque[Quand ?] en Italie, on commença à utiliser des pieds beaucoup plus longs qu'un pied naturel. On appelle ces pieds « pieds à main » (cf. Pes manualis).

### Superficies
En Italie (et notamment dans le nord-ouest), où elle est utilisée depuis le Haut Moyen Âge, une pertica désigne aussi la pertica quadri (« perche carrée ») ; le mot quadri était souvent omis.
- Une pertica milanaise : 654,517 9 m2.
- Une pertica bergamesque : 662,31 m2.
- Une pertica comasque : 654,52 m2.
- Une pertica crémonaise : 808,046 9 m2.
- Une pertica crémasque : 756 m2.
- Une pertica valteline : 688,077 6 m2.
- Une pertica de Lodi : 716 m2.
- Une pertica novaraise : 654,517 5 m2.
- Une pertica pavesane : 769,791 3 m2.
- Une pertica placentine : 762,018 6 m2.
- Une pertica bobbaise : 789,635 2 m2.
- Une pertica vigevanaise : 738,887 1 m2.

La pertica (pluriel : pertiche) faisait partie d'un système complet de mesures agraires.
- 1 pertica (« perche ») = 24 tavole (« tables » ou « planches ») = environ 8,75 m2.
- 1 iugero (« jugère ») = 12 pertiche (« perches ») = environ 2 520 m2 (soit un peu plus de 25 a).
- 1 manso (« manse »)  = 12 iugeri (« jugères ») = environ 30 240 m² (soit un peu plus de 3 ha).

Alors que jugères et manses n'ont été utilisés qu'au Moyen Âge, la table (tavola, pluriel tavole) a été, jusqu'au XIXe siècle, bien plus employée que la pertica pour définir de grandes superficies, celles correspondant aux journées de travaux dans les champs.
On rencontre ainsi :
- le staio (« boisseau ») d'Alexandrie = 28 tavole,
- la tornatura de Forlì = 100 tavole,
- la tornatura de Bologne et de Ferrare = 144 tavole,
- la biolca de Modène = 72 tavole,
- la biolca de Mantoue = 100 tavole,
- le piò (« pieux ») de Brescia = 100 tavole,
- la giornata (« journée ») de Verceil et de Coni = 100 tavole.

## Autres significations
À l'époque gallo-romaine et au début du Haut Moyen Âge, la pertica désigne aussi l'étendue du territoire rural d'une cité, ou civitas. Elle est elle-même divisée en territoires plus restreints, de la taille d'un canton contemporain, le pagus (« pays »).
Par dérivation, le terme pertica, évoquant à la fois une surface et la perche (en bois), a également pu désigner une étendue boisée. Ainsi, la région du Perche, connue dans l'Antiquité et au haut Moyen Âge pour ses forêts, se serait appelée autrefois « pertica » ou « sylva pertica »,.